# Ogni volta che è Natale
Ogni volta che è Natale è il venticinquesimo album della cantante italiana Raffaella Carrà, pubblicato il 30 novembre 2018 dalla Sony Music. Si tratta dell'unico album di cover natalizie della cantante, nonché dell'ultimo album realizzato dall'artista prima della sua scomparsa.

## Descrizione
Il disco è composto da nove cover tra le più celebri canzoni natalizie, riarrangiate dal maestro Valeriano Chiaravalle, e da un brano inedito scritto da Daniele Magro (cantautore)L'artista, durante una conferenza tenutasi a Milano, ha dichiarato:
Tra i brani presenti, Happy Xmas (War Is Over) è cantata con la partecipazione del Piccolo Coro dell'Antoniano, e Buon Natale è un singolo del 1984 della Carrà, riarrangiato in una nuova versione. È presente inoltre una traccia fantasma con una canzone in lingua filippina cantata insieme ad Angelica, una bambina di 12 anni di Manila. Il brano Feliz Navidad è stata inizialmente registrata in una versione reggaeton scartata dalla casa discografica, pubblicata come singolo due anni dopo l'uscita dell'album, senza promozione da parte della Carrà.

## Edizioni
L'album, disponibile in pre-order già da i primi giorni di novembre su Amazon, è stato distribuito in quattro edizioni: Standard version, contenente l'inedito Chi l'ha detto e 9 brani classici del Natale interpretati da Raffaella; Deluxe version, contenente il disco standard e 19 hit dell'artista; LP, conterrà i brani del CD standard e si presenterà in due colorazioni (silver limited edition e white); Super Deluxe, composta da un 45 giri con un formato a stella, i due CD della deluxe version, e un prezioso portachiavi con gli "auguri" di buon natale da parte di Raffaella. Quest'ultima sarà un'edizione limitata e numerata (saranno pubblicate infatti solo 2000 copie, 500 delle quali conterranno un regalo speciale dell'artista).
Il 5 novembre 2021 l'album viene ristampato in vinile di colore rosso, raggiungendo la 13ª posizione della classifica dei vinili

## Promozione
L'album è stato anticipato dal singolo Chi l'ha detto, in rotazione radiofonica a partire dal 16 novembre 2018. Inoltre, il giorno prima della pubblicazione, è stato presentato il nuovo disco ai giornalisti nella sede milanese della Sony. Il 2 dicembre è ospite dell'amico Fabio Fazio, nel programma di Rai 1, Che tempo che fa, nel quale parla del nuovo progetto e ripercorre la sua lunga carriera, ottenendo il picco di ascolti della serata, con oltre 4.600.000 telespettatori. Mentre il 14 dicembre è ospite di Carlo Conti nel programma Un natale d'oro zecchino, dove esegue i brani Chi l'ha detto e Happy Xmas (War Is Over). Inoltre è stata realizzata da Vincenzo Mollica, una puntata di Speciale TG1 intitolata Un natale arcobaleno che è andata in onda su Rai 1 il 16 dicembre alle ore 24, che ha ripercorso i 50 anni di carriera, mostrando in esclusiva immagini durante la registrazione dell'album avvenuta nell'estate precedente.

## Tracce

### Standard Version
1. Chi l'ha detto – 3:25
2. White Christmas – 3:09
3. La marimorena – 2:37
4. Happy Xmas (War Is Over) – 4:33
5. Merry Christmas Everyone – 3:09
6. Halleluja – 3:49
7. Feliz Navidad – 3:18
8. Buon Natale – 3:36
9. Jingle Bell Rock – 2:38
10. Navidades han llegado (versione spagnola) – 3:27 – dopo qualche secondo dal termine del brano (3:30–7:03) inizia la traccia fantasma Christmas Bonus

Deluxe Version (2CD)
Oltre alle tracce della Standard Version, è presente un secondo CD che contiene:
- Rosso Rock
- Conga
- Far l'amore (feat. Bob Sinclar)
- Keep On (feat. John Biancale)
- Tuca tuca
- Forte (feat. Bob Sinclar)
- Pedro
- Adiós amigo
- Replay
- Rumore
- Ballo ballo
- Satana
- 53 53 456
- Fiesta
- Fun Fun Fun
- Luca
- Che dolor
- Hold Me
- Tanti auguri

LP:
Stessa tracklist della standard version (Lato A e Lato B)
Super Deluxe:
45 giri (tracklist: Lato A, Chi l’ha detto e Lato B, Merry Christmas Everyone) più la Deluxe Version.

## Classifiche
| Classifica (2018) | Posizione massima |
| ----------------- | ----------------- |
| Italia            | 9                 |
| Italia (vinili)   | 3                 |